# S nhọn (pointy S)
Chữ "S ngầu" (cool S) hay chữ "S nhọn" (pointy S), đôi khi được biết đến với cái tên "Stussy S", "Super S", "Superman S", "Universal S", "Graffiti S", hay một số cái gọi khác, là một dấu dạng graffiti trong văn hóa đại chúng thường được vẽ nguệch ngoạc trên sổ tay của trẻ em hoặc vẽ trên tường. Nguồn gốc chính xác của chữ "S ngầu" vẫn chưa được biết, nhưng nó có thể bắt nguồn từ sách giáo khoa hình học và đã xuất hiện vào khoảng đầu những năm 1970 như một phần của văn hóa graffiti. Trái ngược với suy nghĩ của nhiều người, biểu tượng này không liên quan đến thương hiệu quần áo Hoa Kỳ Stüssy cũng như với nhân vật Superman, mặc dù Stüssy đã thực hiện một cuộc phỏng vấn vào năm 2010 với Jon Naar, một nhiếp ảnh gia graffiti tiên phong với nhiều tác phẩm bao gồm chữ S này, có từ những năm 1970.

## Hình dáng
Chữ "Cool S" bao gồm 14 đoạn thẳng, tạo thành hình chữ S nhọn cách điệu. Nó cũng có sự tương tự với biểu tượng vô cực. Các "đuôi" (những đầu nhọn) của chữ S dường như liên kết bên dưới để nó tự lặp lại theo cách tương tự như biểu tượng vô cực.. "S nhọn" không có đối xứng xuyên tâm, nhưng lại có đối xứng qua trục. Như được minh họa, một cách phổ biến để vẽ hình dạng bắt đầu với hai bộ ba đường thẳng song song, thẳng đứng, nằm trên đường kia.

## Lịch sử
Nguồn gốc của chữ "S nhọn" là không rõ ràng. Trong những năm 1970, nhiếp ảnh gia Howard Gribble đã chụp nhiều bức ảnh về Los Angeles, nhiều bức ảnh có số 8 theo phong cách tương tự như chữ "S ngầu". Ở một trong số bức ảnh (như hình bên), có thể nhìn thấy chữ "Cool S" rất mờ được vẽ bậy trên vỉa hè. Vì bức ảnh được chụp vào năm 1973, nên bản thân chữ S có thể có từ những năm 1960, trở thành bằng chứng chụp ảnh sớm nhất về biểu tượng này. Cũng trong năm 1973, những bức ảnh graffiti nổi tiếng của Jon Naar ở New York đã nhiều lần làm nổi bật biểu tượng S,  với hình thức khá giống với chữ S nhọn hiện đại. Các tác phẩm nghệ thuật của Jean-Michel Basquiat đôi khi có biểu tượng ẩn ở đâu đó, và trong tác phẩm có tiêu đề "Dầu ô liu" từ năm 1982, nó được dán nhãn là "chữ S cổ điển của graff".
Cái tên "Siêu nhân S" cũng xuất phát từ niềm tin rằng đó là biểu tượng cho Siêu nhân, người có trang phục có hình chữ S cách điệu trong hình kim cương, nhưng hình dạng đó khá khác biệt. Mặc dù thường được gọi là "Stüssy S", Emmy Coats (người đã làm việc cùng với Shawn Stussy từ năm 1985) đã tuyên bố rằng nó chưa bao giờ là biểu tượng của công ty. Một nguồn khả dĩ khác cho chữ S này là vào năm 2010, công ty đã tải một video lên Vimeo (?) Và sau đó là đăng lên Youtube trong đó có thể nhìn thấy một trong những bức ảnh về biểu tượng chữ S năm 1973 của Jon Naar.
Youtuber người Thụy Điển David Wångstedt, được biết đến trên YouTube với cái tên LEMMiNO, đã nghiên cứu chủ đề này trong 5 năm và cố gắng tìm ra nguồn gốc của "Cool S." Ông kết luận rằng cuốn sách Mechanical Graphics năm 1890, được viết bởi giáo sư Frederick Newton Willson, có thể là nguồn gốc của biểu tượng này. Frederick dạy hình học tại Đại học Princeton ở New Jersey, nơi ông có thể chỉ cho sinh viên cách vẽ chữ S nhọn đó.